# Mancomunidad Tajo-Salor
La Mancomunidad Tajo-Salor es una asociación de municipios de la provincia de Cáceres, Extremadura (España).

## Municipios
| Municipio                | Población | Superficie | Densidad |
| ------------------------ | --------- | ---------- | -------- |
| Alcántara                | 1.684     | 552,00     | 3,05     |
| Aliseda (Cáceres)        | 2011      | 81,00      | 24,83    |
| Arroyo de la Luz         | 6.477     | 128,00     | 50,60    |
| Brozas                   | 1.826     | 398,84     | 5,50     |
| Casar de Cáceres         | 4.879     | 130,47     | 37,40    |
| Garrovillas de Alconétar | 2.034     | 207,00     | 11,29    |
| Hinojal                  | 432       | 63,00      | 6,86     |
| Malpartida de Cáceres    | 4.445     | 33,73      | 131,78   |
| Mata de Alcántara        | 347       | 34,00      | 10,21    |
| Monroy                   | 994       | 204,45     | 4,86     |
| Navas del Madroño        | 1.487     | 112,00     | 13,28    |
| Piedras Albas            | 211       | 4,74       | 46,48    |
| Santiago del Campo       | 307       | 73,33      | 4,30     |
| Talaván                  | 912       | 98,00      | 9,31     |
| Villa del Rey            | 132       | 57,29      | 2,30     |

## Historia
La Mancomunidad Tajo-Salor fue creada en 1991.

## Obras y fines
Servicios sociales de base. Tratamiento y recogida de residuos. Asesoramiento técnico y urbanístico. Abastecimiento de agua potable. Recogida de animales sueltos. Mantenimiento de parques y jardines. Servicio de limpieza urbana. Mantenimiento de infraestructuras y viales. Compra de suministros y materiales. Fomento del turismo, la cultura y el deporte. Fomento del desarrollo local. Fomento de la formación y el empleo. Creación de organismos autónomos.